# Kulcha
Le kulcha est un pain plat légèrement levé originaire du sous-continent indien. 

## Recette
Le kulcha est composé de farine maida, d'eau, d'une pincée de sel et d'un agent levant (levure ou précédente pâte de kulcha), mélangés à la main pour obtenir une pâte très serrée. La pâte est ensuite recouverte d'un linge humide et laissée au repos pendant une heure environ dans un endroit chaud jusqu'à observer un léger gonflement. Elle est à nouveau pétrie à la main, puis étalée à l'aide d'un rouleau à pâtisserie en une forme plate et ronde. Le pain est cuit dans un four en terre tandoor. Il est souvent badigeonné de beurre ou de ghee après cuisson.
Un curry de pois chiches épicé appelé chole est le plat de choix pour être mangé avec du kulcha mais il est mangé avec tout type de curry indien. 

## Variations
Du lait ou du yaourt peuvent être utilisés en remplacement de l'eau pour pétrir la pâte, elle est alors plus molle et plus caoutchouteuse. Ce type de kulcha est appelé doodhia kulcha (kulcha au lait). 
Traditionnellement, les kulcha ne sont pas farcis et mangés avec un curry pouvant être végétarien ou à base de viande. Cependant, des kulcha fourrés de garnitures apparaissent dans les restaurants et les magasins et comportent plusieurs variétés de farces, comprenant du panir, des pommes de terre, des oignons ou d'autres légumes. 
Amritsar (Pendjab) est célèbre pour ses Amritsari kulcha ou Amritsari naan où nombre de ces variétés sont disponibles. À Hyderabad, le kulcha est également appelé naan ou sheermaal. Au Pakistan, ils sont majoritairement consommés dans les régions de Hazara et du nord du Punjab où ils constituent un produit de petit déjeuner prisé.